# Tomopterna natalensis
Tomopterna natalensis é uma espécie de anfíbio da família Pyxicephalidae.
Pode ser encontrada nos seguintes países: Moçambique, África do Sul, Essuatíni, e possivelmente Botswana, Lesoto e Zimbabwe.
Os seus habitats naturais são: savanas áridas, savanas húmidas, matagal húmido tropical ou subtropical, campos de gramíneas de clima temperado, campos de gramíneas subtropicais ou tropicais secos de baixa altitude, campos de altitude subtropicais ou tropicais, rios, rios intermitentes, pântanos, marismas de água doce, marismas intermitentes de água doce, terras aráveis, pastagens e lagoas.